# Harry Vos
Harry Vos (Den Haag, 4 september 1946 – Delft, 19 mei 2010) was een Nederlands voetballer.
Vos was een linksachter, die zijn carrière begon bij ADO. Hij speelde daar vijf seizoenen, van 1965 tot 1970. In de zomer van 1967 maakte Vos met ADO de trip naar de Verenigde Staten als San Francisco Golden Gate Gales mee. Met ADO won hij de KNVB beker in 1968. In het seizoen 1970/71 speelde hij een jaar voor PSV. Daar kon hij niet aarden en in 1971 stopte hij geheel met profvoetbal. Hij bleef eenmaal per week bij DWO in Zoetermeer trainen en maakte in december 1971 zijn rentree bij Feyenoord. Hij speelde daar vijfenhalf seizoen en werd met de club in 1974 landskampioen. Hij beëindigde zijn loopbaan in 1977. Al tijdens zijn voetballoopbaan had hij een sigarenzaak.
Vos maakte deel uit van de selectie van het Nederlands voetbalelftal die de finale verloor op het wereldkampioenschap voetbal 1974, maar hij kwam niet in actie. Toch wordt hij ook gerekend tot de Gouden Generatie. Vos speelde nooit een interland voor Oranje.
Vos overleed op 63-jarige leeftijd in een ziekenhuis in Delft aan de gevolgen van kanker.

## Erelijst
| Competitie     |        |         |     |     |
| Competitie     | Aantal | Jaren   |     |     |
| ADO            | ADO    | ADO     | ADO | ADO |
| -------------- | ------ | ------- | --- | --- |
| Nationaal      |        |         |     |     |
| KNVB beker     | 1x     | 1967/68 |     |     |
| Feyenoord      |        |         |     |     |
| Internationaal |        |         |     |     |
| UEFA Cup       | 1x     | 1973/74 |     |     |
| Intertoto Cup  | 1x     | 1973    |     |     |
| Nationaal      |        |         |     |     |
| Eredivisie     | 1x     | 1973/74 |     |     |

| Competitie                  | Winnaar   | Winnaar   | Runner-up | Runner-up | Derde     | Derde     |
| Competitie                  | Aantal    | Jaren     | Aantal    | Jaren     | Aantal    | Jaren     |
| Nederland                   | Nederland | Nederland | Nederland | Nederland | Nederland | Nederland |
| --------------------------- | --------- | --------- | --------- | --------- | --------- | --------- |
| Wereldkampioenschap voetbal |           |           | 1x        | 1974      |           |           |